# 山文甲
山文甲（さんもんこう、さんぶんこう）は、中国の甲冑・鎧の形式の1つ。
アルファベットのYを上下逆さまにした形状の金属片を組み合わせた鎧。その形が漢字の山に似ていることからこのように呼ばれる。ラメラーアーマーやスケイルアーマーの一種で、柔軟性のある構造だったと考えられる。唐代の中頃から出現し、高い身分の軍人を中心に使用されていたと考えられるが、実物が出土した例はなく、その構造には謎が多い。
美しく複雑な模様を描く外観から、絵画や彫像に頻繁に見られる様式で、明代の小説『三国志演義』に登場する多くの武将をはじめ、山文甲が出現するよりも前の時代の人物がこの鎧を着た姿で書かれることも珍しくない。そのため、中国を代表する甲冑としてのイメージが一般に広く浸透している。また、日本や朝鮮、タイ王国、ベトナムでも金剛力士や四天王などの仏像が山文甲を纏った姿で表現されるなど、しばしば宗教的モチーフとして好まれている。